# Wan Azizah Wan Ismail
Wan Azizah binti Wan Ismail, née le 3 décembre 1952 à Singapour, est une femme politique malaisienne, épouse d'Anwar Ibrahim. Elle est vice-Première ministre du 21 mai 2018 au 24 février 2020.

## Biographie
Elle est députée entre 1998 et 2008 et de 2015 à 2018. Elle est cheffe de l'opposition en 2008 et entre 2008 et 2015. Elle a dirigé le parti Pakatan Rakyat en 2008, préside le parti Keadilan de 1999 à 2018 et Pakatan Harapan depuis 2018.
Son mari, après avoir dénoncé le népotisme et la corruption du gouvernement dès 1998 son pays, est accusé à deux reprises de sodomie, et, au terme d'une longue affaire judiciaire qu'il perd, il est emprisonné.
Le 10 mai 2018, au lendemain de la victoire de la coalition d'opposition Pakatan Harapan menée par l'ancien Premier ministre Mahathir Mohamad, celui-ci s'engage à remettre le pouvoir à Anwar Ibrahim à sa sortie de prison, le 8 juin 2018, pour « bonne conduite ». En attendant, Wan Azizah Wan Ismail, épouse d'Ibrahim, élue députée, est nommée vice-Première ministre et doit occuper son poste de parlementaire jusqu'à ce que son mari soit élu lors d'une législative partielle. Dès le 11 mai, Mahathir annonce que le roi Muhammad Faris Petra a donné son accord pour pardonner et libérer Anwar Ibrahim ; il réitère à cette occasion qu'il lui cédera le pouvoir dans deux ans. Sa libération, qui doit également lui permettre d'être de nouveau éligible, intervient le 16 mai. Cependant, il ne devient finalement pas Premier ministre. Le 24 novembre 2022, il accède finalement à cette fonction.